# Épagneul bleu de Picardie
L'Épagneul Bleu de Picardie è un cane da ferma originario della Piccardia, specializzato nella caccia agli uccelli acquatici in palude e nei terreni umidi.
La razza fu selezionata in Francia agli inizi del '900 incrociando l'Épagneul Picard con il Setter Gordon e, probabilmente, anche con il Setter Inglese.
Molto simile all'Épagneul Picard, se ne differenzia, oltre che per il colore del mantello, anche per la minore velocità e per il temperamento meno vivace.

## Caratteristiche fisiche

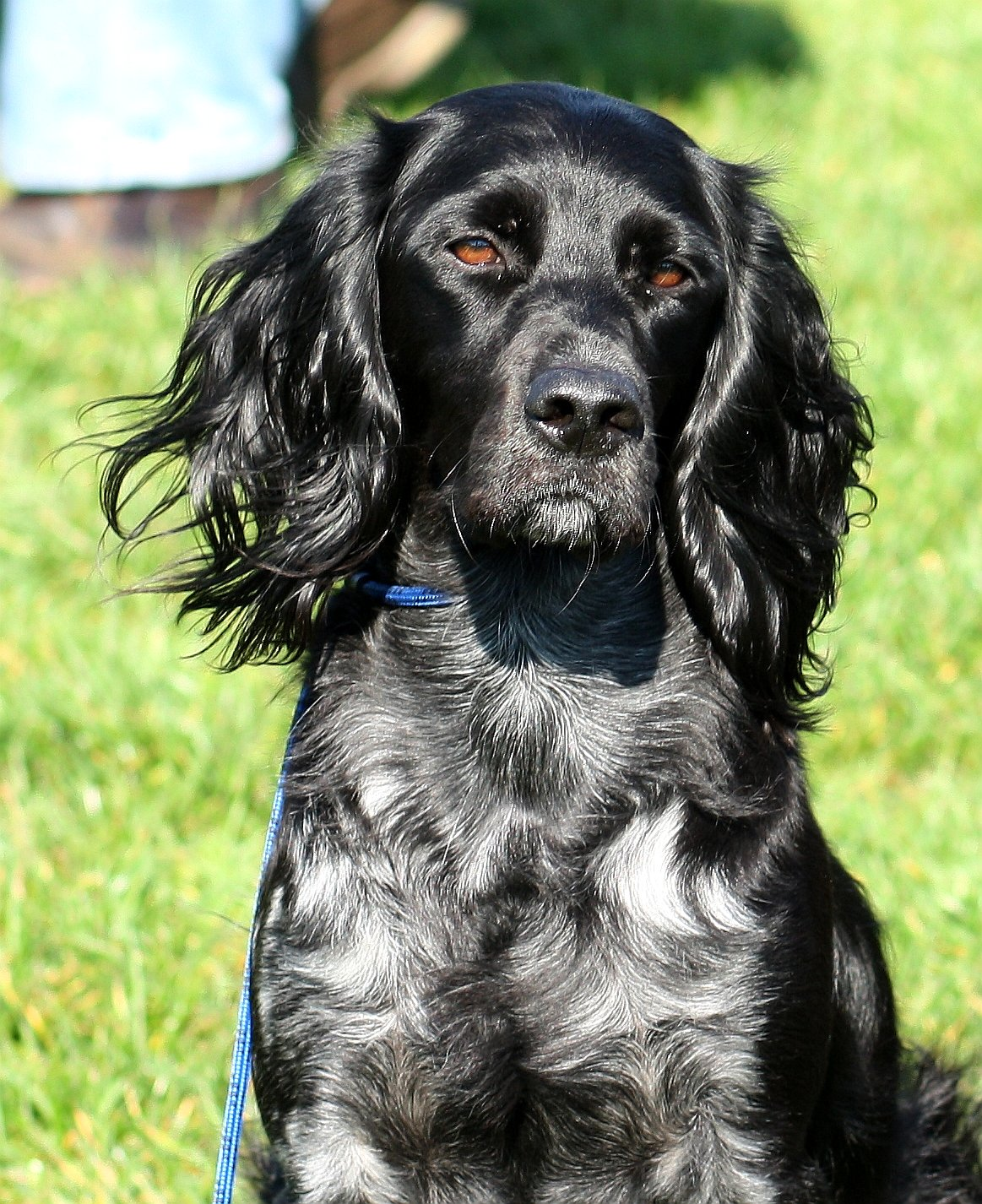
L'Épagneul Bleu de Picardie è anche un buon cane da compagnia.

L'Epagneul blu è un cane abbastanza basso sugli arti e ben costruito per il lavoro.
La testa è ovale, larga, con stop mediamente accentuato ma ben delineato, muso lungo e tartufo largo con narici ben aperte.
Gli occhi, dall'espressione calma, sono grandi e di colore scuro. Le orecchie incorniciano bene la testa, sono attaccate un po' sopra la linea dell'occhio, e sono ricoperte da bel pelo serico e ondulato.
Il mantello è formato da pelo piatto o leggermente ondulato, con frange che ricoprono gli arti e la coda. L'unico colore ammesso è il grigio-nero moschettato, che crea un effetto bluastro con macchie nere (la moschettatura e le macchie nere si devono all'apporto del Setter Gordon).
La coda non deve superare troppo il garretto e non dev'essere uncinata al fondo.

## Temperamento
L'Epagneul blu è un cane piuttosto docile e facile da addestrare, ed è inoltre un buon animale da compagnia.